# Середняков, Сергей Иванович
Сергей Иванович Середняко́в (р. 08.04.1945) — российский учёный, доктор физико-математических наук, профессор, главный научный сотрудник Института ядерной физики им. Г. И. Будкера СО РАН.
Окончил физический факультет Новосибирского государственного университета (1968) и получил направление в Институт ядерной физики Сибирского отделения АН СССР.
В настоящее время — главный научный сотрудник. Заведовал лабораторией с 1987 по 2014 гг.
Кандидат (1977), доктор (1988) физико-математических наук по специальности физика ядра и элементарных частиц, профессор (1997).
По совместительству — профессор физики элементарных частиц Новосибирского государственного университета, в 1999—2009 зав. кафедрой.
Участник экспериментов на одном из первых в мире электрон-позитронном коллайдере ВЭПП-2 (1967—1970).
В начале 90-х годов в лаборатории Середнякова был создан Сферический нейтральный детектор (СНД). В результате экспериментов на коллайдере ВЭПП-2М с помощью детектора СНД был обнаружен класс электрических дипольных распадов Фи-мезона с рождением легчайших скалярных мезонов. В сечении процесса рождения трёх пи-мезонов была открыта структура, названная резонансом омега (1200). Модернизированный детектор СНД с 2009 года продолжает работу на новом коллайдере ВЭПП-2000.
С 1996 года участвует в международном проекте «BaBar» (Стэнфорд, США) по физике высоких энергий.
Лауреат премии Scopus Awards.
Список публикаций: https://my.nsu.ru/public/teacherinfo.jsp;jsessionid=7A64BC0B5C8821BAE7DA874EFDF3D3C4?public.teacherinfo.ref=4582 (недоступная+ссылка)
В 2016 г. выдвинут кандидатом в члены-корреспонденты РАН по Отделению физических наук по специальности «ядерная физика», но не был избран.